# Meow!
Pour les articles homonymes, voir Meow (homonymie).
Pour plus de détails, voir Fiche technique et Distribution.
Meow! est une série de trois vidéofilms pornographiques lesbiens américains produit par Jennaration X et distribué par Jules Jordan Video.
Ces films ont été nommés ou ont gagné plusieurs fois des Awards.

## Meow! 1
Fiche technique
- Titre : Meow!
- Réalisateur : Jenna Haze
- Format : Couleurs
- Son : Stéréo
- Durée : 215 minutes
- Pays :  États-Unis
- Date de sortie : 2010

Distribution
- scène 1 : Jenna Haze et Monique Alexander
- scène 2 : Dani Jensen et Faye Reagan
- scène 3 : Charmane Star et Jenna Haze
- scène 4 : Carmen McCarthy et Sophia Santi
- scène 5 : Capri Anderson et Jenna Haze
- scène 6 : Karlie Montana et Zoe Britton
- scène 7 : Jenna Haze et Sophia Santi
- Bonus : Jenna Haze

Distinctions
- récompenses
  - 2011 AVN Award : Best All-Girl Release

## Meow! 2
Fiche technique
- Titre : Meow! 2 / Jenna Haze's Meow! 2
- Réalisateur : Jenna Haze
- Format : Couleurs
- Son : Stéréo
- Durée : 250 minutes
- Pays :  États-Unis
- Date de sortie : 27 juin 2012

Distribution
- scène 1 : Dani Daniels et Shyla Jennings
- scène 2 : Alexis Texas et Ashli Orion
- scène 3 : Isis Taylor, Jayden Cole et Taylor Vixen
- scène 4 : Ash Hollywood et Lily LaBeau
- scène 5 : Misty Stone et Skin Diamond
- scène 6 : Heather Starlet, Kristina Rose et Valerie Kay
- Bonus : Ash Hollywood
- Bonus : Lily LaBeau

Distinctions
- nominations
  - 2013 AVN Award Best All-Girl Group Sex Scene, Heather Starlet, Kristina Rose, Valerie Kay
  - 2013 AVN Award : Best Director Non-Feature, Jenna Haze
  - 2013 AVN Award : Best All-Girl Release
  - 2013 XBIZ Award : All-Girl Release of the Year

## Meow! 3
Fiche technique
- Titre : Meow! 3
- Réalisateur : Jenna Haze
- Format : Couleurs
- Son : Stéréo
- Durée : 183 minutes
- Pays :  États-Unis
- Date de sortie : 17 juillet 2013

Distribution
- scène 1 : Aiden Ashley, Elle Alexandra et Lexi Belle
- scène 2 : Lily Carter et Molly Bennett
- scène 3 : Celeste Star et Kiki Vidis
- scène 4 : Maddy O'Reilly et Riley Reid
- scène 5 : Jada Stevens et Remy LaCroix
- scène 6 : Layla Rose et Natasha Malkova
- scène 7 : Gracie Glam, Mia Malkova et Raven Rockette
- performance non sexuelle : Jenna Haze

Distinctions
- récompenses
  - 2014 AVN Award : Best All-Girl Release
  - 2014 AVN Award : Best All-Girl Group Sex Scene, Gracie Glam, Mia Malkova, Raven Rockette
  - 2013 XCritic Editor's Choice Awards : Best All-Girl Release
- nominations
  - 2014 AVN Award : Best Girl/Girl Sex Scene, Lily Carter, Molly Bennett
  - 2014 XBIZ Award : Best Scene - All-Girl, Aiden Ashley, Elle Alexandra, Lexi Belle
  - 2014 XBIZ Award : All-Girl Release of the Year